# Salsola papillosa
Salsola papillosa o salado es una planta de la subfamilia Chenopodioideae de la familia Amaranthaceae.  Se trata de un endemismo halonitrófilo del sureste de España (Almería y Región de Murcia).

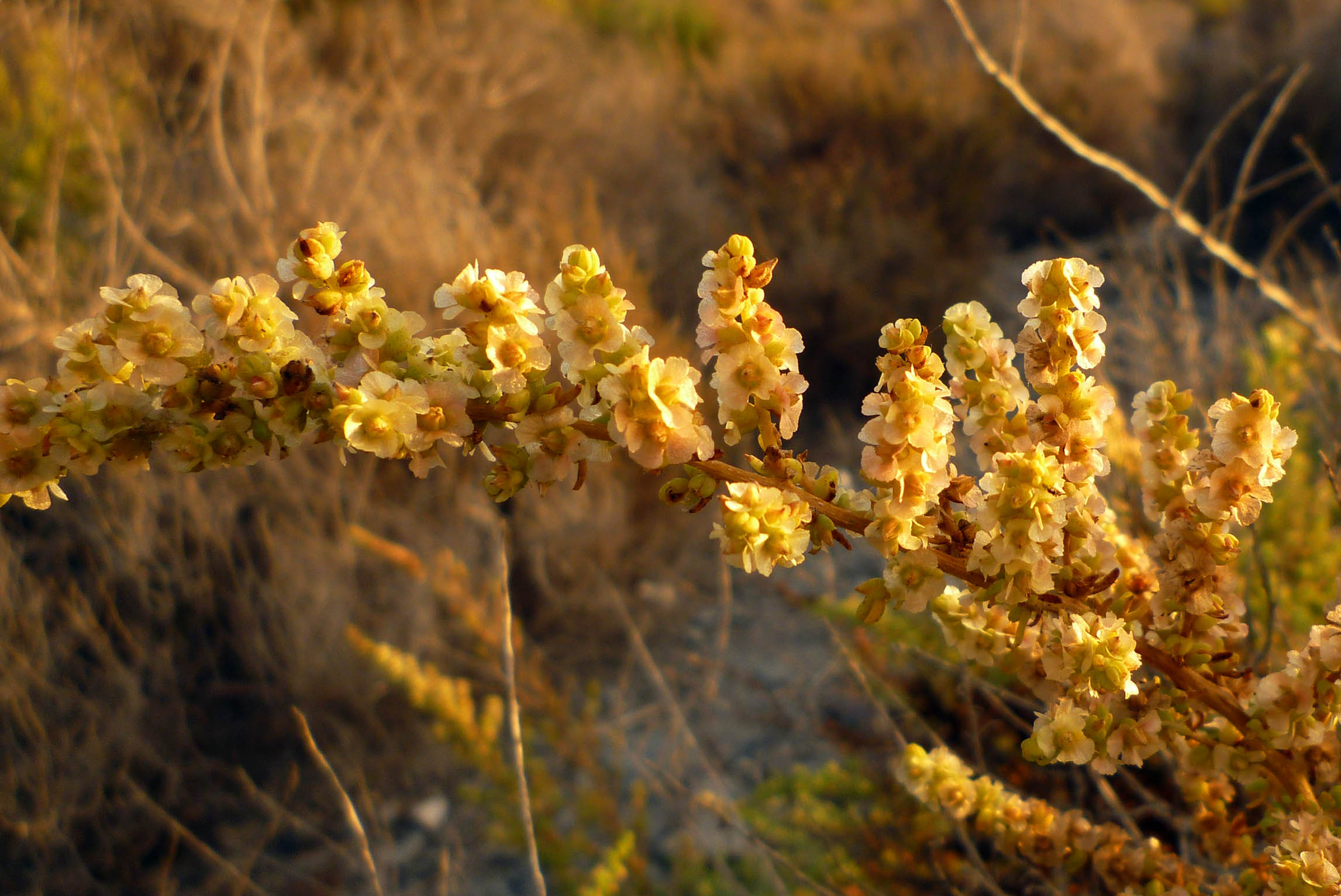
Salado en flor en el mes de septiembre en Cala Reona, en el parque natural de CalblanqueCartagena.

## Nombre común
- Castellano: salado, patagusanos.

## Estado de conservación
Se encuentra protegida con el grado de vulnerable tanto en la legislación de la Región de Murcia como de Andalucía.